# Anormenis septentrionalis
Anormenis septentrionalis är en insektsart som beskrevs av Maximilian Spinola 1839. Anormenis septentrionalis ingår i släktet Anormenis och familjen Flatidae. Inga underarter finns listade i Catalogue of Life.